# پمرتسو (دهانه)
پمرتسو یک دهانه برخوردی در ماه‌ است.